# حسن كمال (مدرب)
حسن كمال (من مواليد 1 يوليو 1964) هو لاعب كرة قدم عراقي سابق. شارك في بطولة الرجال في دورة الألعاب الأولمبية الصيفية لعام 1988، ويدرب حاليًا فريق منتخب العراق تحت 17 عامًا.

## روابط خارجية
- حسن كمال على موقع ناشيونال فوتبول تيمز (الإنجليزية)
- حسن كمال على موقع عالم كرة القدم.نت (الإنجليزية)
- حسن كمال على موقع أوليمبيديا (الإنجليزية)